# João Comneno (doméstico das escolas)
João Comneno (em grego: Ἰωάννης Κομνηνός; romaniz.: Ioánnes Komnenós; ca. 1015 - 12 de julho de 1067) foi um aristocrata e líder militar bizantino do século XI. Irmão mais novo do imperador Isaque I Comneno, serviu como doméstico das escolas durante o breve reinado de Isaque (r. 1057–1059). Quando Isaque I abdicou, Constantino X Ducas tornou-se imperador e João retirou-se da vida pública até sua morte em 1067. Através de seu filho Aleixo I Comneno, que tornou-se imperador em 1081, foi o progenitor da dinastia comnena que governou o Império Bizantino de 1081 a 1185, e o Império de Trebizonda de 1204 a 1461.

## Vida

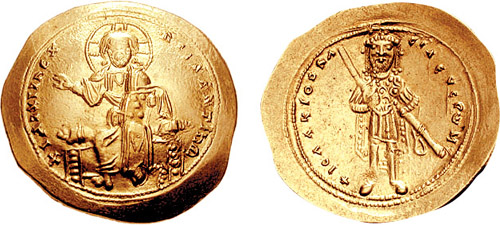
Histameno de r.

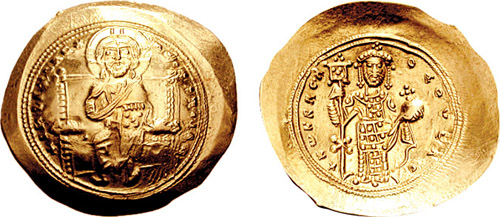
Histameno de r.

João Comneno nasceu ca. 1015 como o filho mais jovem do patrício Manuel Erótico Comneno, um comandante militar sênior no final do reinado de Basílio II Bulgaróctono (r. 976–1025). É mencionado pela primeira vez em 1057, o ano que seu irmão mais velho Isaque I Comneno, como chefe dum grupo de generais, rebelou-se contra Miguel VII Ducas e forçou-o a abdicar. Ao mesmo tempo da revolta, João reteve o posto de duque, mas após a vitória de seu irmão, foi elevado à posição  de curopalata e nomeado como doméstico das escolas do Ocidente. Nada se sabe sobre as atividades de João durante o reinado de seu irmão, embora Nicéforo Briênio, o Jovem, que casou-se com a neta de João, Ana Comnena, diga que em sua capacidade de doméstico do Ocidente ele deixou seus atos (não especificados) como um "monumento imortal" para o povo das províncias dos Bálcãs.
O reinado de Isaque foi de curta duração por seu confronto com o poderoso patriarca de Constantinopla, Miguel Cerulário, que havia sido importante para assegurar a abdicação de Miguel VII, e a poderosa aristocracia civil da capital imperial. Cerulário e seus apoiantes lideraram a oposição contra as rigorosas políticas econômicas de Isaque, forçando-o a resignar em 22 de novembro de 1059, após o qual retirou-se para o Mosteiro de Estúdio. A coroa passou para Constantino X Ducas (r. 1059–1067), embora Briênio afirme que foi primeiro oferecida para João, que recusou-a, apesar da pressão de sua esposa, Ana Dalassena, para aceitar. Segundo o historiador Konstantinos Varzos, contudo, esta versão é suspeita, e pode bem ser um tentativa pós-factual de legitimar a posterior usurpação do trono pelo filho de João, Aleixo I Comneno (r. 1081–1118).
João não é mencionado nas fontes durante o reinado de Constantino X, talvez indicando, segundo Konstantinos Varzos, que esteve em desfavor imperial, apesar da afirmação de Briênio que ele e seu irmão foram muito honrados pelo novo imperador. O típico do final do século XII do Mosteiro de Cristo Filantropo, fundado por Irene Ducena, esposa de Aleixo I, é a única fonte a registrar que João Comneno retirou-se para um mosteiro, provavelmente ao mesmo tempo que sua esposa Ana Dalassena. Ele morreu como monge em 12 de julho de 1067.

## Relações familiares

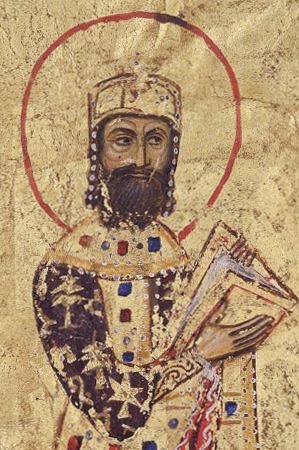
Iluminura de r.

João Comneno casou-se com Ana Dalassena, a filha de Aleixo Caro, muito provavelmente em 1044. Ana, nascida ca. 1028, viveu até muito depois de seu marido e após a morte dele comandou a família como sua matriarca indisputada. Ana envolveu-se em conspirações contra a família Ducas, que ela nunca perdoou por tomar o trono em 1059. Depois, desempenhou um importante papel na derrubada bem sucedida de Nicéforo III Botaniates (r. 1078–1081) e a ascensão de seu filho Aleixo ao trono. Por aproximados 15 anos, serviu como co-governante virtual do império junto de seu filho. Ela então retirou-se para um mosteiro, onde morreu em 1100 ou 1102.
Com Ana, João teve oito crianças, cinco meninos e três meninas:
- Manuel Comneno (ca. 1045 – 1071), curopalata e protoestrator, casado com uma parente de Romano IV Diógenes (r. 1068–1071);[16]
- Maria Comnena (ca. 1047 – depois de 1094), casada com o panipersebasto Miguel Taronita;[17]
- Isaque Comneno (ca. 1050 – 1102/4), sebastocrator, casado com a filha do governante da Alânia;[18]
- Eudóxia Comnena (ca. 1052 – antes de 1136), casada com Nicéforo Melisseno;[19]
- Teodora Comnena (ca. 1054 – antes de 1136), casada com o curopalata Constantino Diógenes, filho de Romano IV;[20]
- Aleixo Comneno (1057–1118), futuro imperador, casado com Irene Ducena;[21]
- Adriano Comneno (ca. 1060 – 1105), protosebasto, casado com Zoé Ducena;[22]
- Nicéforo Comneno (ca. 1062 – depois de 1136), pansebasto sebasto e drungário da frota.[23]